# Lamine Koné
Lamine Koné (París, Francia, 1 de febrero de 1989) es un futbolista francés que juega como defensa en el Le Mans F. C. del Championnat National.

## Selección nacional
Es internacional con la selección de fútbol de Costa de Marfil. En categorías inferiores jugó en la selecciones sub-17, sub-18, sub-19 y sub-20 de Francia. Participó con este último equipo en los Juegos del Mediterráneo 2009 y el Torneo de Toulon 2010.

## Clubes
| Club                       | País       | Año       |
| -------------------------- | ---------- | --------- |
| L. B. Châteauroux          | Francia    | 2007-2010 |
| F. C. Lorient              | Francia    | 2010-2016 |
| Sunderland A. F. C.        | Inglaterra | 2016-2019 |
| R. C. Estrasburgo (cedido) | Francia    | 2018-2019 |
| R. C. Estrasburgo          | Francia    | 2019-2021 |
| F. C. Lausana-Sport        | Suiza      | 2021-2022 |
| Le Mans F. C.              | Francia    | 2023-     |

## Palmarés

### Campeonatos nacionales
| Título                     | Club              | País    | Año  |
| -------------------------- | ----------------- | ------- | ---- |
| Copa de la Liga de Francia | R. C. Estrasburgo | Francia | 2019 |